# Zanni (Theaterfigur)
Der Zanni [ˈdzanni] (venetische Dialektform von italienisch Gianni, Diminutiv von Giovanni; auch: Zani) ist die archetypische Figur des Dieners in der Commedia dell’arte oder als die Zanni (Singular: Zane) ein Überbegriff für verschiedene Dienerfiguren ebendieser Theaterform. Der Begriff leitet sich außer vom Vornamen, der in den Tälern der Provinz Bergamo sehr verbreitet war und durch die Landflucht der Bauern, die in die Großstädte Venedig, Genua und Neapel zogen und diesen damit verbreiteten, auch von den Sanniones, den römischen Grimassenschneidern ab.
Während in den Anfangszeiten der Commedia der Zanni noch eine selbständige Figur war, lösen sich später verschiedene Charaktere (z. B. Arlecchino, Brighella u. a.) von ihm ab, während Zanni selbst allmählich verschwindet. Das Wort Zanni wird zum Sammelbegriff für die männlichen Dienerfiguren, allerdings wird es in dieser Form in Italien nicht benutzt.
Der frühe Zanni stellte eine Person der Unterschicht dar, die üblicherweise in einem Dienstverhältnis zu einem der höherstehenden Charaktere der Commedia dell’arte steht, meistens Pantalone. Er ist von geringer Bildung, dafür aber verschlagen und vor allem auf seinen eigenen Vorteil bedacht, was ihn automatisch in Gegensatz zu seinem Herrn stellt. Zudem war er „ein dummer, gefräßiger und im Liebesspiel unverschämter Tölpel, der sich nur gerissen anstellen konnte, wenn es ihm ans eigene Fell ging“. Er hatte sein Vorbild in den Bauern, die in die Hafenstädte gingen, um dort zunächst als Lastenträger und Hafenarbeiter, später auch als Diener ihr Glück zu suchen.
Die späteren Zanni gelten als die eigentliche Seele der Commedia dell’arte. Meist traten in einem Stück zwei davon auf: Der erste Zane war geschickt, aktiv, mehr oder weniger intelligent und der Anführer und Kopf einer Intrige, während der zweite ungeschickt, passiv und ein Dummkopf war. Beide ergänzen sich jedoch in ihren Gesten, Blicken und in der Sprache. Waren sie anfangs noch in eher derber bäuerlicher Kleidung kostümiert, erhielten sie im Lauf der Entwicklung der Commedia ihre typischen Livreen.
Die mitunter vorkommende weibliche Zagna, etwa als Arlecchina, Colombina, Fantesca, Franceschina oder Smeraldina, wurde oft von Männern gespielt und „trug nicht unbedingt positive und reizende Züge“. Auch sie hatte es als Bäuerin in die Stadt verschlagen, wo sie oft Opfer ihrer eigenen Naivität wurde. Dort musste sie sich als Herrscherin in der und über die Küche mit Witz und frechen Bemerkungen, aber auch mit unflätigsten Beschimpfungen bis hin zu Ohrfeigen der Zudringlichkeiten sowohl ihrer Herren als auch der Diener erwehren.